# Meridià 70 a l'est
El meridià 70 a l'est de Greenwich és una línia de longitud que s'estén des del pol Nord travessant l'oceà Àrtic, Àsia, l'oceà Índic, l'oceà Antàrtic i l'Antàrtida fins al pol Sud.
El meridià 70 a l'est forma un cercle màxim amb el meridià 110 a l'oest. Com tots els altres meridians, la seva longitud correspon a una semicircumferència terrestre, uns 20.003,932 km. Al nivell de l'Equador, és a una distància del meridià de Greenwich de 7.792 km.
Durant la Segona Guerra Mundial, el meridià 70 a l'est va ser proposat com a divisió per Àsia entre les esferes d'influència de la'Alemanya nazi, l'Imperi del Japó i la Itàlia feixista (vegeu negociacions de les potències de l'Eix sobre la divisió d'Àsia durant la Segona Guerra Mundial).

## De Pol a Pol
Començant en el pol Nord i dirigint-se cap al pol Sud, aquest meridià travessa:
| Coordenades                             | País, territori o mar                   | Notes |
| --------------------------------------- | --------------------------------------- | --- |
| 90° 0′ N, 70° 0′ E / 90.000°N,70.000°E  | Oceà Àrtic                              | |
| 81° 0′ N, 70° 0′ E / 81.000°N,70.000°E  | Mar de Kara                             | |
| 73° 11′ N, 70° 0′ E / 73.183°N,70.000°E | Rússia                                  | Illa Blanca |
| 73° 0′ N, 70° 0′ E / 73.000°N,70.000°E  | Estret de Maliguina                     | |
| 72° 52′ N, 70° 0′ E / 72.867°N,70.000°E | Rússia                                  | |
| 55° 11′ N, 70° 0′ E / 55.183°N,70.000°E | Kazakhstan                              | |
| 41° 47′ N, 70° 0′ E / 41.783°N,70.000°E | Uzbekistan                              | |
| 40° 44′ N, 70° 0′ E / 40.733°N,70.000°E | Tadjikistan                             | |
| 40° 14′ N, 70° 0′ E / 40.233°N,70.000°E | Kirguizstan                             | |
| 39° 32′ N, 70° 0′ E / 39.533°N,70.000°E | Tadjikistan                             | |
| 37° 33′ N, 70° 0′ E / 37.550°N,70.000°E | Afganistan                              | |
| 34° 3′ N, 70° 0′ E / 34.050°N,70.000°E  | Pakistan                                | Àrees Tribals Administrades Federalment (Pakistan)                                                             |
| 33° 44′ N, 70° 0′ E / 33.733°N,70.000°E | Afganistan                              | |
| 33° 8′ N, 70° 0′ E / 33.133°N,70.000°E  | Pakistan                                | Àrees Tribals Administrades Federalment Balutxistan Occidental Punjab Balutxistan - per uns 10 km Punjab Sindh |
| 27° 32′ N, 70° 0′ E / 27.533°N,70.000°E | Índia                                   | Rajasthan |
| 26° 35′ N, 70° 0′ E / 26.583°N,70.000°E | Pakistan                                | Sindh |
| 24° 10′ N, 70° 0′ E / 24.167°N,70.000°E | Índia                                   | Gujarat |
| 22° 54′ N, 70° 0′ E / 22.900°N,70.000°E | Oceà Índic                              | Golf de Kutch                                                                                                  |
| 22° 35′ N, 70° 0′ E / 22.583°N,70.000°E | Índia                                   | Gujarat |
| 21° 12′ N, 70° 0′ E / 21.200°N,70.000°E | Oceà Índic                              | |
| 49° 9′ S, 70° 0′ E / 49.150°S,70.000°E  | Terres Australs i Antàrtiques Franceses | Illes Kerguelen                                                                                                |
| 49° 43′ S, 70° 0′ E / 49.717°S,70.000°E | Oceà Índic                              | |
| 60° 0′ S, 70° 0′ E / 60.000°S,70.000°E  | Oceà Antàrtic                           | |
| 68° 15′ S, 70° 0′ E / 68.250°S,70.000°E | Antàrtida                               | Territori Antàrtic Australià, reclamada per Austràlia                                                          |